# Taylor megye (Texas)
Taylor megye az Amerikai Egyesült Államokban, azon belül Texas államban található. Megyeszékhelye és legnagyobb városa Abilene. Lakosainak száma 143 208 fő (2020. április 1.). Taylor megye Jones, Callahan, Coleman, Runnels, Nolan és Fisher megyékkel határos.

## Népesség
A megye népességének változása:
| Lakosok száma | 131 844 | 132 747 | 133 984 | 134 117 | 136 051 | 143 208 |
|               | 2010    | 2011    | 2012    | 2013    | 2015    | 2020    |